# Sebastián Setti
Sebastián Andrés Setti (ur. 9 lutego 1984 w Caseros w prowincji Buenos Aires) – argentyński piłkarz, grający na pozycji pomocnika. Posiada również obywatelstwo polskie.

## Kariera klubowa
Ma również słowiańskie korzenie. Jego dziadek - Białorusin, a babcia Polka. W 2004 rozpoczął karierę piłkarską w klubie Argentinos Juniors. W sezonie 2006/07 został wypożyczony do Almagro. Potem przeniósł się do Paragwaju, gdzie został piłkarzem Guaraní. W latach 2008–2010 bronił barw belgijskiego klubu Royal Antwerp FC. W marcu 2010 podpisał kontrakt z chińskim Changchun Yatai FC. W styczniu 2011 przeszedł do ukraińskiego Czornomorca Odessa. Po zakończeniu sezonu 2011/12 opuścił odeski klub.